# Zielony Nowy Ład
Zielony Nowy Ład – inspirowany przez New Deal prezydenta Franklina D. Roosevelta program reform globalnego systemu finansowego, podatkowego i energetycznego oraz masowych inwestycji, których celem ma być pobudzenie gospodarki światowej i uniezależnienie jej od nieodnawialnych surowców oraz przeciwdziałanie zmianom klimatu i stworzenie milionów nowych miejsc pracy.

## Raport Fundacji Nowej Ekonomii (NEF)
Pierwszy raport zatytułowany Green New Deal ogłoszony został 21 lipca 2008 przez Grupę „Zielony Nowy Ład” i wydany przez Fundację Nowej Ekonomii. Przedstawia on propozycje strategii mających na celu przeciwdziałanie zmianom klimatu, obecnemu kryzysowi finansowemu i szczytowi wydobycia ropy naftowej. Raport wzywa do ponownej regulacji finansów i podatków oraz znacznych inwestycji rządowych w odnawialne źródła energii. Jego pełny tytuł brzmi: „Zielony Nowy Ład: polityka ścisłej współpracy przeciw potrójnemu kryzysowi: finansowemu, klimatycznemu i naftowemu”.
Do głównych zaleceń raportu należą:
- rządowe inwestycje w wydajność energetyczną i mikrogenerację (rozproszone wytwarzanie energii elektrycznej), która przekształciłaby każdy budynek w elektrownię
- tworzenie tysięcy zielonych miejsc pracy w celu rekonstrukcji infrastruktury gospodarki niskowęglowej
- wprowadzenie podatku od zysków niespodziewanych na zyski zakładów naftowych i gazowych – za przykładem Norwegii – w celu zapewnienia rządowi środków na energię odnawialną i wydajność energetyczną
- opracowanie finansowych bodźców dla zielonych inwestycji i redukcji zużycia energii
- zmiany systemu finansowego Wielkiej Brytanii, jak również redukcja stóp procentowych Banku Anglii w celu wsparcia zielonych inwestycji
- rozbicie dużych instytucji finansowych, „megabanków”, na mniejsze jednostki i tworzenie banków socjalnych (etycznych), zob. green banking
- ponowna regulacja finansów międzynarodowych gwarantująca, że sektor finansowy nie dominuje nad resztą gospodarki. Ponadto ponowne wprowadzenie instrumentów kontroli kapitału
- wzmożona, oficjalna kontrola nad produktami finansowymi takimi jak derywaty
- zapobieganie praktykom spółek uchylających się od płacenia podatków poprzez żądanie raportów finansowych i podjęcie zdecydowanych kroków przeciw rajom podatkowym[4][5][6].

Autorami raportu NEF nt. Zielonego Nowego Ładu są:
- Larry Elliott, redaktor działu ekonomicznego w the Guardian
- Colin Hines, jeden z dyrektorów Finance for the Future
- Tony Juniper, były dyrektor Friends of the Earth
- Jeremy Leggett, założyciel i przewodniczący Solar Century i SolarAid
- Caroline Lucas, Partia Zielonych Anglii i Walii, posłanka Parlamentu Europejskiego w Grupie Zielonych
- Richard Murphy, jeden z dyrektorów Finance for the Future and dyrektor Tax Research LLP
- Ann Pettifor, była przewodnicząca Jubilee 2000 (kampanii za umorzeniem długów), dyrektor kampanii na rzecz Operation Noah
- Charles Secrett, doradca ds. zrównoważonego rozwoju, były dyrektor Friends of the Earth International
- Andrew Simms, dyrektor strategiczny New Economics Foundation

## Pochodzenie i użycie nazwy
Tytuł raportu NEF ma w zamierzeniu przypominać Nowy Ład, program reform społecznych i gospodarczych wprowadzonych przez prezydenta Roosevelta w następstwie Czarnego Czwartku i nadchodzącego Wielkiego Kryzysu. Nazwa nie została jednak utworzona przez Grupę „Zielony Nowy Ład”. Wcześniej używali jej Thomas Friedman i Elsa Wenzel.
Od czasu publikacji Zielonego Nowego Ładu fraza ta pojawia się coraz częściej.
Ponadto występuje ona często w książce Van Jonesa „The Green Collar Economy”.

## „Globalny Zielony Nowy Ład”
Najbardziej znane zastosowanie nazwy dotyczy Programu Środowiskowego Organizacji Narodów Zjednoczonych (UNEP). Achim Steiner, dyrektor wykonawczy UNEP, ogłosił 22 października 2008 w Londynie Inicjatywę Zielonej Gospodarki, znaną jako „Globalny Zielony Nowy Ład”. Podobnie jak Grupa „Zielony Nowy Ład”, inicjatywa UNEP nawołuje do gwałtownego wzrostu w sektorze zielonych miejsc pracy, a także restrukturyzacji globalnego systemu gospodarczego w taki sposób, by zmniejszyć zależność od paliw kopalnych.

## Australijskie oświadczenie
Organizacje ekologiczne Australian Conservation Foundation, Australian Council of Trade Union, Australian Green Infrastructure Council , Australian Council of Social Service, Climate Institute of Australia, Australian Institute of Superannuation Trustees  oraz Proper Council of Australia wydały 9 stycznia 2009 wspólne oświadczenie “W stronę Zielonego Nowego Ładu: bodźce ekonomiczne i akcja polityczna dla uniknięcia podwójnego kryzysu” („Towards a Green New Deal: Economic stimulus and policy action for the double crunch”).
W następstwie tego oświadczenia zorganizowano w październiku 2009, przy pomocy The Green Institute, Australijskich Zielonych i innych organizacji, konferencję w Melbourne. Jej celem było sformułowanie Zielonego Nowego Ładu dla Australii oraz omówienie jego kontekstu, zarysu, treści i wdrożenia.

## Zielone Nowe Łady i zielone bodźce gospodarcze
Wiele z narodowych gospodarczych programów stymulacyjnych zaproponowanych lub przyjętych pod koniec 2008 i w 2009 posiadało „zielone aspekty”, np. w Stanach Zjednoczonych, Japonii czy Korei Południowej.
W 2009 zielone partie i organizacje z Nowej Zelandii zorganizowały konferencje i dyskusje prezentujące Zielony Nowy Ład.
Australijscy Zieloni stanowiący języczek u wagi w rządzie, zaproponowali zmiany w planach rządzącej Australijskiej Partii Pracy w kwestii bodźców ekonomicznych, co niektórzy upatrywali jako Zielony Nowy Ład dla Australii.
Europejska Partia Zielonych podczas kampanii do Parlamentu Europejskiego w 2009 roku przyjęła manifest wyborczy „Zielony Nowy Ład dla Europy”, na rzecz którego działa obecnie Grupa Zielonych w Parlamencie Europejskim. Także związana z Europejską Partią Zielonych, Zielona Fundacja Europejska wydała serię raportów na temat Zielonego Nowego Ładu z perspektywy globalnej, Unii Europejskiej oraz poszczególnych krajów członkowskich.

## Zielony Nowy Ład w Polsce
Sekretarz generalny ONZ Ban Ki-moon oraz prezydent Lech Kaczyński podczas ceremonii otwarcia międzynarodowej konferencji COP 14 w Poznaniu w grudniu 2009 dyskutowali na temat potrzeby przeprowadzenia „rewolucji kopernikańskiej” i rozwoju „zielonej gospodarki”. Projekt „Zielony Nowy Ład w Polsce” promujący zieloną gospodarkę, zielone miejsca pracy realizuje think&do tank Zielony Instytut. W ramach kampanii Instytut wydaje także publikacje, m.in.: „Zielony Nowy Ład w Polsce” (red. Dariusz Szwed).